# فیل گاف
فیل گاف (انگلیسی: Phil Goff؛ زادهٔ ۲۲ ژوئن ۱۹۵۳) دیپلمات، و سیاستمدار اهل نیوزیلند است.